# Vỏ Trái Đất

Các lớp vỏ Trái Đất, trong một bản vẽ.

Lớp vỏ Trái Đất là khu vực ngoài cùng của cấu trúc đồng tâm của không gian địa lý, phần rắn của Trái Đất. Nó tương đối mỏng, với độ dày thay đổi từ 5 km, dưới đáy đại dương, lên tới 70 km ở các khu vực miền núi đang hoạt động của các lục địa.
Có ý kiến cho rằng lớp vỏ đầu tiên trên Trái Đất được hình thành cách đây 4400-4550 triệu năm. Khối lượng của vỏ Trái Đất không thay đổi nhưng được cho là tăng theo thời gian. Được biết, 2.500 triệu năm trước đã có một khối vỏ cây ghê gớm; trước đó, người ta cho rằng có nhiều sự tái chế vỏ cây đối với lớp phủ. Sự tăng trưởng, nghĩa là sự gia tăng về khối lượng vỏ, được cho là đã xảy ra một cách đột ngột với hai sự kiện lớn: một sự kiện diễn ra 2500-2700 triệu năm trước và sự kiện diễn ra 1700-1900 triệu năm trước.
Hầu hết các hành tinh đất đá có lớp vỏ khá đồng đều. Tuy nhiên, Trái Đất có hai loại khác nhau: vỏ lục địa và vỏ đại dương. Hai loại này có thành phần hóa học và tính chất vật lý khác nhau, và được hình thành bởi các quá trình địa chất khác nhau.
Lớp vỏ Trái Đất tương đối mỏng, với độ dày thay đổi từ 5 km, dưới đáy đại dương, lên tới 70 km ở các khu vực miền núi đang hoạt động của các lục địa.